# اچ‌ام‌اس گریت (۱۷۴۵)

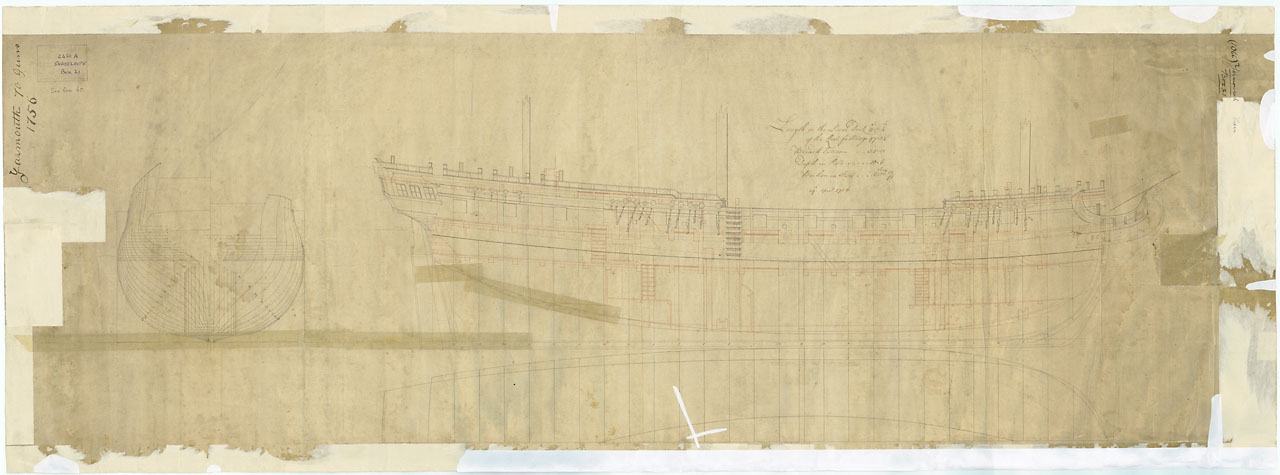
کشتی انگلیسی

اچ‌ام‌اس گریت (۱۷۴۵) (به انگلیسی: HMS Yarmouth (1745)) یک کشتی بود که طول آن ۱۶۰ فوت (۴۸٫۸ متر) بود. این کشتی در سال ۱۷۴۵ ساخته شد.